# St. Johannes Baptist (Thanstein)

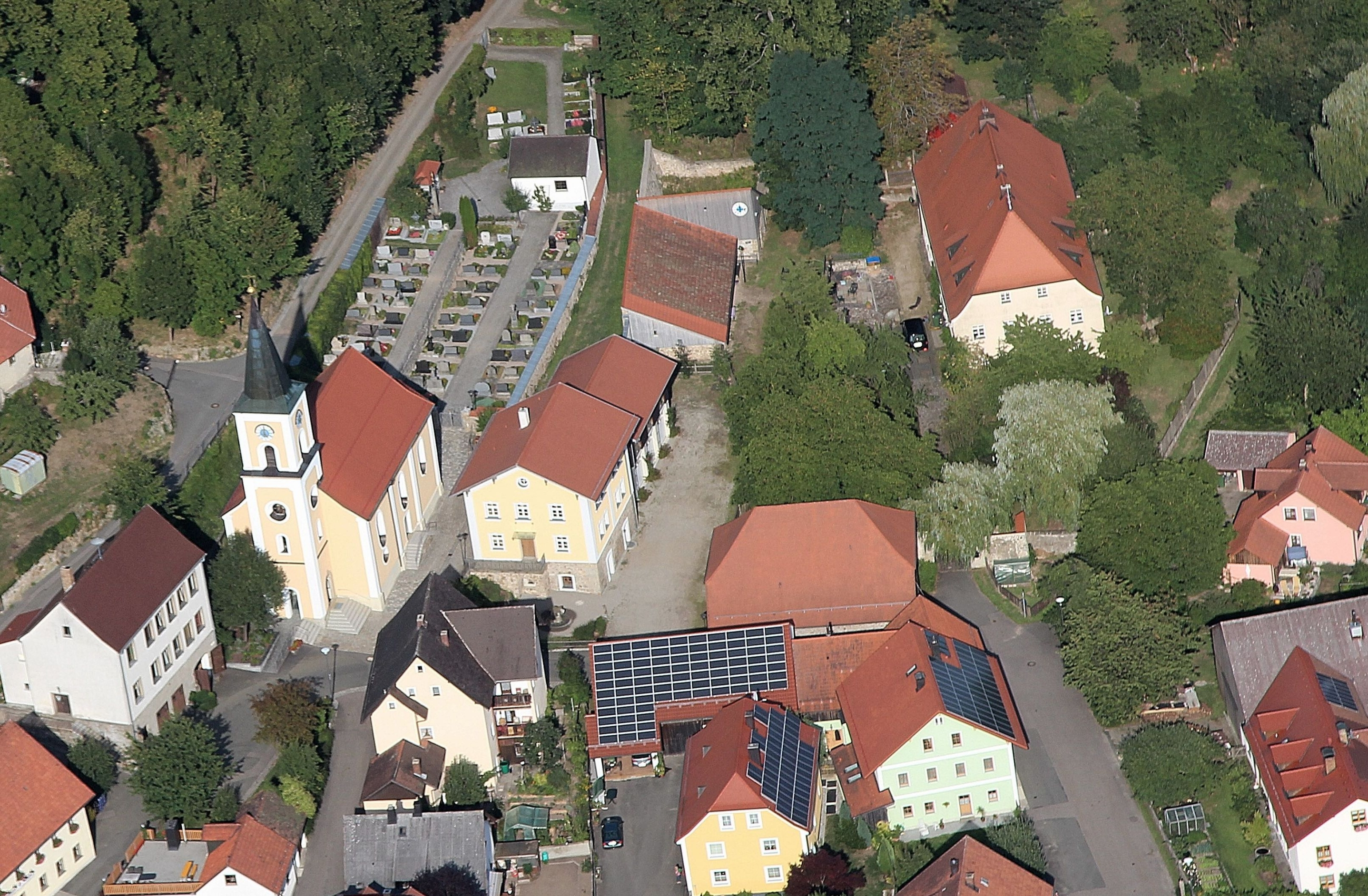
St. Johannes Baptist (Thanstein)

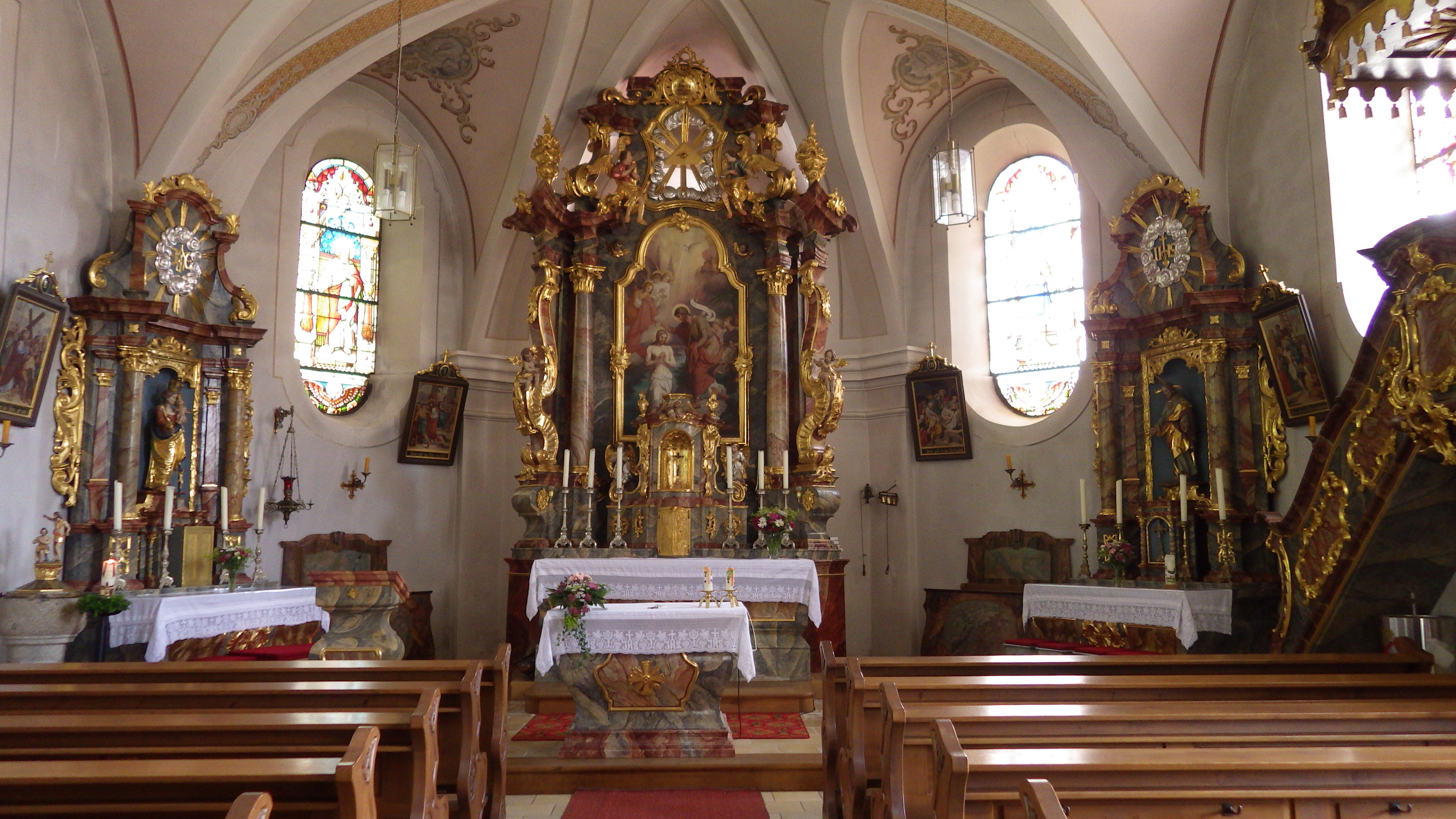
Innenansicht

Die römisch-katholische, denkmalgeschützte Pfarrkirche St. Johannes Baptist Maria steht in Thanstein, einer Gemeinde im Landkreis Schwandorf in der Oberpfalz. Sie gehört zum Bistum Regensburg. Das Bauwerk ist unter der Denkmalnummer D-3-76-172-6 als Baudenkmal in die Bayerische Denkmalliste eingetragen.

## Beschreibung
Die Saalkirche wurde 1689 anstelle einer mittelalterlichen Kirche erbaut. Sie besteht aus einem Langhaus, einem gleich breiten, dreiseitig geschlossenen Chor im Osten und einem 1880/83 errichteten Fassadenturm im Westen, dessen oberstes Geschoss die Turmuhr und den Glockenstuhl beherbergt, und der mit einem spitzen Helm bedeckt ist.
Der Innenraum ist mit einem Stichkappengewölbe über Pilastern an den Wänden überspannt. Zur Kirchenausstattung gehören ein Hochaltar und eine Kanzel aus der Zeit des Rokoko. Die Orgel wurde 1950 von Reinhard Weise gebaut.